# Flota de Defensa Fluvial de Manchukuo
La Flota de Defensa Fluvial de Manchukuo se formó a partir de la flota china del río Songhua, después de que esta se rindiera ante Japón el 15 de febrero de 1932. Inicialmente, la flota estaba compuesta por cinco cañoneras fluviales, el Lisui, Liji, Jiangqing, Jiangping y el Jiangtong. Más tarde, los japoneses lo reforzaron con cuatro cañoneras más, Shuntian, Yangmin, Dingbian, Qinren, Datong, Limin, Xichun, Yangchun, Xingya y Xingren, junto con dieciocho botes de patrulla, varios buques de suministro y tres batallones marinos, y suministraron 2.000 hombres en 1940. Casi todos los oficiales y algunas de las clasificaciones provenían de la Armada Imperial Japonesa.

## Historia

### Historia política
En febrero de 1939, la armada japonesa dejó de tener influencia política sobre Manchukuo, y muchos de sus instructores navales se vieron obligados a retirarse. Después de esto, la Flota de Defensa Fluvial pasó a llamarse Jiang Shangjun (Ejército Fluvial). Su nuevo comandante de Manchukuo, Yin Zuoqian, fue ascendido a teniente general, fue sucedido por Li Wenlong (marzo de 1941 - septiembre de 1942), Xian Yuan (septiembre de 1942 - marzo de 1944) y Cao Bingsen (marzo de 1944 - agosto de 1945).

### Historial de operaciones
La Flota de Defensa Fluvial se formó con el resto de la Flota Fluvial del Songha en China el 15 de febrero de 1932, luego de que se rindiera ante Japón. Originalmente contenía cinco cañoneras, Lisui, Liji, Jiangqing, Jiangping y Jiangtong. Pero los japoneses luego optaron por reforzarlo con el Shuntian, Yangmin, Dingbian, Qinren, Datong, Limin, Xichun, Yangchun, Xingya y el Xingren. La Armada Imperial Japonesa también eligió suministrar sus propios oficiales y clasificaciones.
La Flota de Defensa del Río se utilizó principalmente para garantizar el control japonés del río y para apoyar al ejército contra los rebeldes chinos, junto con la defensa de la frontera con la URSS en los ríos Songha, Heilongjiang (Amur) y Wusuli (Ussuri). La flota estuvo involucrada en varias escaramuzas fronterizas, como la disputa de la isla Ganchazi (en japonés) o Bolshoi (en ruso), durante el período del 19 al 30 de junio de 1937, en el que lograron hundir una cañonera soviética. También sirvieron en la escaramuza de Donganzhen el 27 de mayo de 1939, donde perdieron un bote patrulla y los soviéticos les capturaron otro. También estuvieron involucrados en la escaramuza del lago Xingkai, en mayo de 1942, en la que dos aviones soviéticos atacaron dos lanchas patrulleras de Manchukuo.
En 1942, muchos de los marineros japoneses restantes abandonaron la Flota de Defensa Fluvial y se unieron a la Armada Imperial Japonesa, lo que limitó severamente la eficiencia operativa de la Flota de Defensa. El 9 de agosto de 1945, Manchukuo fue invadido por los soviéticos. La tripulación de cuatro cañoneras y tres lanchas patrulleras se amotinaron y se rindieron a los soviéticos o chinos. Lo que quedaba de la flota fue capturado por los soviéticos después de tomar Harbin el 20 de agosto de 1945.